# Сельское поселение «Посёлок Токи»
Се́льское поселе́ние «Посёлок Токи» — муниципальное образование в Ванинском районе Хабаровского края Российской Федерации.
Административный центр — посёлок Токи.

## История
Статус и границы сельского поселения установлены Законом Хабаровского края от 28 июля 2004 года № 208 «О наделении посёлковых, сельских муниципальных образований статусом городского, сельского поселения и об установлении их границ».

## Население
| 2010  | 2011  | 2012  | 2013  | 2014  | 2015  | 2016  |
| ----- | ----- | ----- | ----- | ----- | ----- | ----- |
| 2505  | ↘2485 | ↘2427 | ↘2394 | ↘2327 | ↘2317 | ↘2263 |
| 2017  | 2018  | 2019  | 2020  | 2021  |       |       |
| ↘2238 | ↘2139 | ↗2143 | ↗2157 | ↗2209 |       |       |

## Состав сельского поселения
| № | Населённый пункт | Тип населённого пункта          | Население |
| - | ---------------- | ------------------------------- | --------- |
| 1 | Токи             | посёлок, административный центр | ↗2209     |